# Majorna
Ne doit pas être confondu avec Majorana.
Majorna est un quartier et un district de Göteborg en Suède, situé à l'ouest de la ville. Il se caractérise par un très grand nombre de maisons typiquement gothembourgeoises à deux étages (trois niveaux), le rez-de-chaussée en pierre et les deux étages en bois.
Ces maisons sont appelées Landshövdingehus (du suédois « maison construite selon les normes du préfet ») parce que, au XIXe siècle et jusqu'au début du XXe siècle, le risque d'incendie interdit la construction de maison en bois de plus de deux niveaux, alors que le sol argileux de Göteborg ne supporte pas le poids de plus de deux niveaux en pierre.
Le musée maritime de Göteborg s'y trouve.